# قورباغه‌های لب‌سفید
قورباغه‌های لب‌سفید (نام علمی: Amnirana) نام یک سرده از خانواده قورباغه‌های اصلی است.